# Afroman
Afroman, pseudonimo di Joseph Edgar Foreman (Los Angeles, 28 luglio 1974), è un rapper statunitense.

## Biografia
Nato a South Los Angeles, Afroman da adolescente si trasferisce a Palmdale, sempre in California, e successivamente ad Hattiesburg, Mississippi. La sua canzone più conosciuta è del 2001, intitolata Because I Got High, brano ironico sui problemi legati al consumo di cannabis, che conquista una grande popolarità grazie a Napster, alla trasmissione in diverse radio locali, alla presenza nel programma radiofonico di Howard Stern, ed all'inclusione nella colonna sonora del film Jay & Silent Bob... Fermate Hollywood!. Un'altra delle sue canzoni più popolari, Crazy Rap, anch'essa salita alla ribalta grazie ai programmi di file sharing, si riferisce chiaramente alla Colt 45. I testi del disco Afroholic iniziano con riferimenti a droghe e sesso ma negli ultimi versi di solito riprendono l'idea che Afroman abbia ritrovato la comunione con Gesù. In una intervista al programma 50 Greatest One Hit Wonder sul canale britannico Channel 4 andata in onda il 7 maggio 2006, ha dichiarato di aver dapprima smesso con alcol, fumo e donne, ma di averci poi ripensato.
È solito riferirsi orgogliosamente alla sua indipendenza dalle major discografiche e dal loro mondo, citandosi come esempio di come un artista può realizzare la registrazione e la distribuzione delle proprie opere. Ha inoltre registrato un brano di diss nel 2004, intitolato Whack Rappers dove attacca artisti del genere come  Jay-Z, Missy Elliot, The Neptunes, Kelis, B2K e Eve, tra gli altri.

## Discografia parziale

### Album
- 1999 - My Fro-losophy
- 2000 - Because I Got High
- 2000 - Sell Your Dope
- 2001 - The Good Times
- 2004 - Afroholic... The Even Better Times (doppio CD, doppia versione del cofanetto)
- 2004 - Jobe Bells
- 2004 - 4R0:20
- 2004 - Starvation is Motivation
- 2006 - Drunk n High
- 2006 - A Colt 45 Christmas
- 2007 - Waiting To Inhale
- 2008 - Frobama - Pot Head of State